# Степанов, Ортьё
Артём Миха́йлович Степа́нов (фин. Artjom Mihailovitš Stepanov) или Ортьё Степа́нов (фин. Ortjo Stepanov; 7 апреля 1920, Хайколя, Северокарельское государство — 22 марта 1998, Петрозаводск, Россия) — советский карельский писатель, лауреат Государственной премии Карелии в области литературы и искусства (1985), народный писатель Карелии (1980).

## Биография
Родился 7 апреля 1920 года в деревне Хайколя в семье крестьянина-карела. В раннем детстве переехал в посёлок Ухта. После окончания школы обучался на 3-м курсе заочного отделения Петрозаводского школьного педучилища. В 1938 году, завершив обучение, работал учителем в Святозёрской 7-летней школе Пряжинского района.
Осенью 1939 года был призван в ряды РККА. К моменту начала Великой Отечественной войны находился в составе 71-й стрелковой дивизии. 3 июля 1941 года во время разведки получил первое, лёгкое ранение. 3 марта 1942 года был ещё раз ранен во время боёв на Калининском фронте, где Степанов командовал разведротой. После лечения в мае он был демобилизован по инвалидности.
С мая 1942 года Степанов работал в Омске и Иваново, где познакомился со студенткой текстильного института Зоей Мухиной. 20 августа 1942 года она вышла за него замуж.
В январе 1943 года Степановы переехали из Омска в Карелию. Здесь Степанов работал 2-м секретарём Калевальского райкома комсомола, заместителем директора ФЗО, начальником контрольно-учётного бюро Ругозерского района.
В 1944 году, после освобождения Курска — родины жены Степанова — он в течение двух лет работал заместителем начальника Курского областного контрольно-учётного бюро. После учёбы в Ленинграде на высших торговых курсах в 1946-1948 годах вернулся в Карелию, где проработал почти год заместителем директора Петроторга и ещё пять лет — главным контролёром Министерства Госконтроля Карело-Финской ССР.
Первые произведения Степанова — рассказы, очерки и фельетоны — начали публиковаться с конца 1940-х годов.
С 1965 по 1980 год работал в Петрозаводске заведующим отделом, ответственным секретарём журнала «Punalippu» (с фин. — «Красное знамя», ныне «Carelia»).
Степанов ушёл из жизни в 1998 году в Петрозаводске. В своём завещании он изъявил желание быть похороненным на кладбище в Хайколя, где покоились его предки.
Ортьё Степанов был награждён орденами Красной Звезды, Отечественной войны, орденом Дружбы, а также удостоен Государственной премии Карельской АССР имени А. Перттунена в 1985 году. Кроме того, ему были присвоены почётные звания «Народный писатель Карельской АССР» (1990), «Человек года города Петрозаводска» (1997). Произведения Степанова переведены на несколько языков и опубликованы за границей, в том числе, в Финляндии и США.

## Память
В 2004 году был создан Фонд Ортьё Степанова, его руководителем с момента регистрации является Степанов Михаил Артемьевич — сын Ортьё Степанова.